# سوویکو
سوویکو (به ایتالیایی: Sovico) یک کومونه در ایتالیا است که در استان مونتزا و بریانتزا واقع شده‌است.

## خصوصیات
سوویکو ۳٫۲ کیلومترمربع مساحت و ۷٬۳۲۹ نفر جمعیت دارد و ۲۲۱ متر بالاتر از سطح دریا واقع شده‌است.